# Meadows Place (Teksas)
Meadows Place je grad u američkoj saveznoj državi Teksas. Prema popisu stanovništva iz 2010. u njemu je živjelo 4.660 stanovnika.